# Predrag Bećirić
Predrag Bećirić (Beograd, 21. februar 1970) srpski je programer, novinar i preduzetnik. U IT krugovima je poznat kao novinar Politikinog časopisa za računare Svet kompjutera i autor kompjuterske igrice Mindtrap, dok je široj javnosti postao poznat 2010. godine kao organizator tzv. SMS mafije koja je osvojila gotovo sve nagrade u igri Najniža jedinstvena ponuda koja je emitovana na RTS-u.

## Biografija
Bećirić je početkom 80-tih godina XX veka počeo da se bavi programiranjem, i to na računaru ZX Spectrum. U drugoj polovini dekade, tačnije 1986. godine počinje da piše za časopis Svet kompjutera gde su bili zapaženi njegovi tekstovi u popularnoj rubrici Hakerski bukvar. 1993. godine osniva kompaniju Janus Interactive d.o.o, poznatiju kao Fun Factory, koja se bavi produkcijom interaktivnih igara za televiziju.

## Kompjuterske igre

### Mindtrap
Mindtrap je bio kompjuterska igra za ZX Spectrum, Commodore 64 i Amstrad 464, koju je 1989. godine objavila britanska firma Mastertronic. Autor igrice je Predrag Bećirić, dok su na projektu radili i David Selaković, Aleksandar Petrović, Vojislav Mihajlović, Anđela Tomić (C64 verzija) i Predrag Milićević.

### Tajni agent Izzy
Tajni agent Izzy je interaktivna TV igra za decu. Izzy je animirani lik, mačor koji doživljava avanture budući da radi kao tajni agent u službi dobra u veselom gradu prepunom neonskih reklama, šarenih ulica i urbanih prepreka. Izzy je spretan: sanka se, kliza, vozi skejt, skuter, skija na vodi, penje se po zgradama. Ilustratori, 2D i 3D animatori, fazeri, kopisti, dizajneri, scenaristi i muzičari samo su deo ekipe koja je učestvovala u realizaciji ovog projekta.

### Bunga Banga Re
Bunga Banga Re je takođe interaktivna TV igra za decu. Glavni junaci su slonče Žan, tata Žak i mama Ana, sa njihovim pokličem pokreta slonpora Bunga Banga Re koji koriste dok se bore protiv zlog zeca Zoa i njegova dva pomoćnika, medveda Frederika i lisca Luja, koji hoće da zavladaju celom džunglom.

## Rad na televiziji
Bećirić je radio na nekoliko srpskih televizija, pri čemu su široj javnosti najpoznatiji projekti kvizova Kešolovac i Lova za slova, a nakon njih i interaktivne televizijske igre Tajni agent Izzy i Bunga Banga Re. Kešolovac je svojevremeno zajedno sa emisijom Siti bio najgledanija kratka forma na televiziji Pink.

### TV licitacije
Bećirić je posao sa TV licitacijama razvio u saradnji sa partnerom iz Bugarske, a njihov model su koristili Radio televizija Srbije (RTS licitacija) i Grand produkcija (Grand auto i Grand licitacija) na televiziji Pink.
Saša Popović, direktor Grand produkcije je pristao da se SMS licitacija emituje u emisiji Grand šou uz pribavljanje odobrenja Ministarstva finansija da se ne radi o igri na sreću. Sredinom 2009. godine, Grand produkcija prekida saradnju, a Bećirićeva firma gubi pravo da bude provajder ove igre jer je Državna lutrija Srbije preuzela licitaciju, naknadno zaključivši da to ipak jeste igra na sreću.
U februaru 2010. godine, predsednik Demohrišćanske stranke Srbije (DHSS) Vladan Batić upitao je predstavnike Vlade Srbije i Radiodifuzne agencije kako je moguće da se na javnom servisu emituje nagradna igra na sreću RTS licitacija, koju je ocenio "kao kockanje i suprotnost smislu javnog servisa".

### Najniža jedinstvena ponuda
Najniža jedinstvena ponuda je televizijska igra tipa SMS licitacije.

## SMS mafija

### Binarna pretraga
Nakon što je Državna lutrija Srbije preuzela koncept SMS TV licitacije, Bećirić je želeo da dokaže da koncept ne predstavlja igru na sreću već takmičenje, te je lično počeo da učestvuje u igrama. Ubrzo je otkrio da organizator ne poštuje pravila i ne obaveštava igrače o promeni statusa, čime šteti igrača.
Uz malu promenu strategije i primenu jednostavne binarne pretrage, metode koja omogućava da se iz najviše 14 pokušaja pogodi najniža jedinstvena ponuda, uspeo je da osvoji 5 stanova i 125 automobila.. Bećirić međutim nije lično preuzimao nagrade, već je sa svojim saradnicima unajmljivao osobe koje su se predstavljale kao srećni dobitnici i preuzimale nagrade
Kada je otkriven, Bećirić je uhapšen u martu 2010. godine uz veliku medijsku pompu i optužen da je organizator kriminalne grupe koja je prevarama u igri na sreću RTS licitacija, Grand auto i Grand licitacija, čiji je organizator Državna lutrija, protivzakonito stekla prema procenama, od 150 miliona dinara (oko 1.430.000 evra) do 3 miliona evra.

### Medijski linč
Kako saznajemo, SMS pljačka je rađena preko računarskog programa „vižual bejzik", koji je Bećirić sam osmislio, a koji mu je omogućavao da u svakom trenutku zna koja je dobitna cena.

D. Isailović, Press online
Srpski mediji su prilikom izveštavanja o ovom događaju težili senzacionalizmu i pritom pokazali netolerantnost i/ili nezainteresovanost prema osnovama programiranja i jednostavnim matematičkim operacijama. Između ostalog, Visual Basic (programski jezik kompanije Microsoft) je proglašen računarskim programom koji je Bećirić sam osmislio da bi u svakom trenutku znao dobitnu cenu licitacije.

### Suđenje
Posle 6 godina suđenja, 2016. godine Apelacioni sud u Beogradu pravosnažno je osudio na četiri i po godine zatvora Predraga Bećirića i njegove saučesnike.
U aprilu 2017. godine, Vrhovni kasacioni sud naložio je da se ponovi suđenje za 18 optuženih za prevare u SMS nagradnim igrama Državne lutrije Srbije pošto je usvojio zahtev za zaštitu zakonitosti branilaca optuženih.

## Spoljašnje veze
- Ja, haker?